# Elder Dempster & Company
Die britische Reederei Elder Dempster Lines (Firma: Elder Dempster & Company, Limited) bestand von 1910 bis 1989. Sie betrieb hauptsächlich Liniendienste zwischen Europa und Westafrika.

## Geschichte

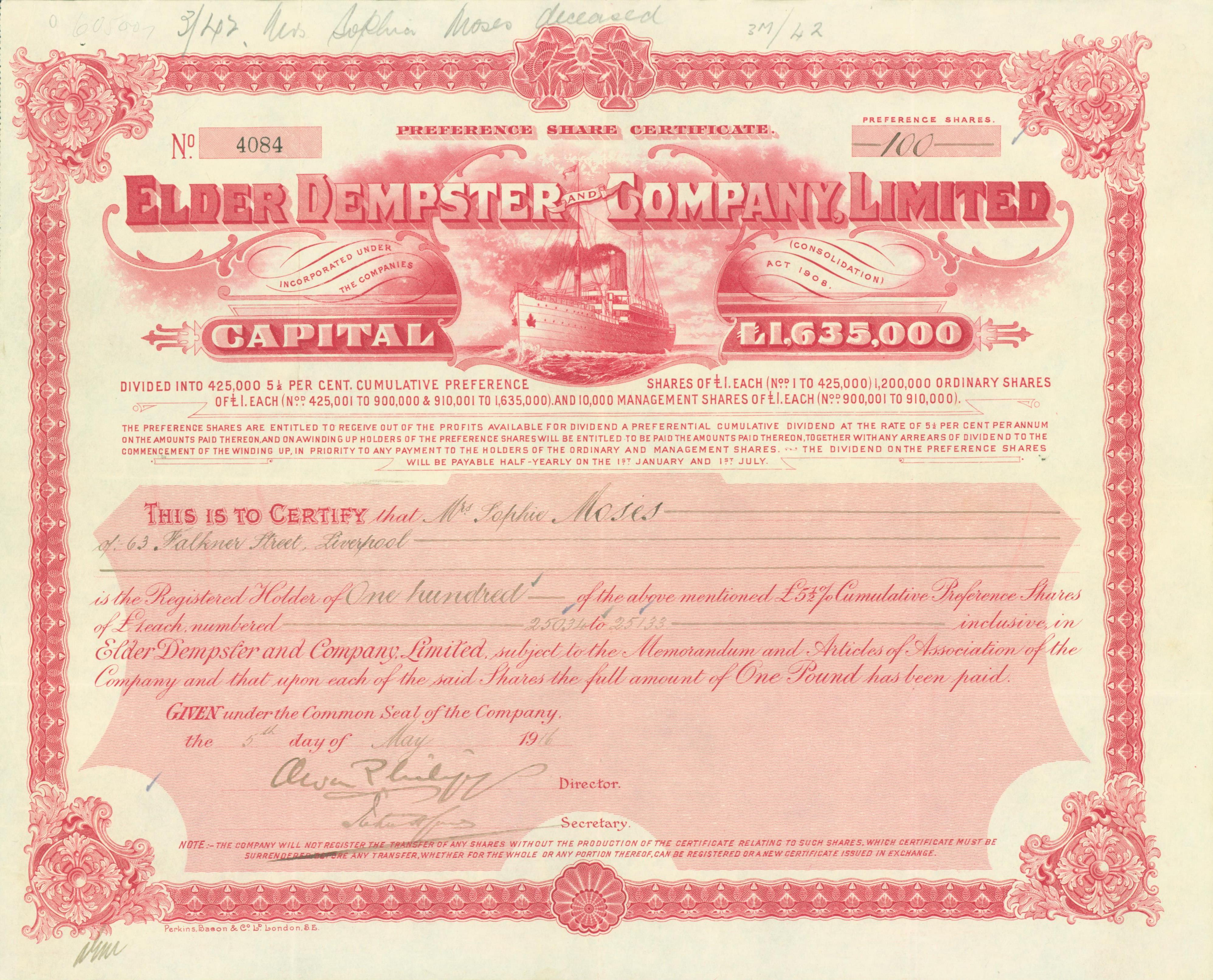
Vorzugsaktie der Elder Dempster and Company, Ltd vom 5. Mai 1916

Die Wurzeln der Elder Dempster & Company, Limited liegen in der 1852 gegründeten African Steam Ship Company, Limited, die einen Postdienst von London nach Madeira, Teneriffa und den westafrikanischen Häfen unterhielt. Ab 1856 war das Unternehmen in Liverpool beheimatet.
1894 übernahm die African Steam Ship Company den Avonmouth-Kanada-Dienst der Dominion Line. 1898 wurde die Beaver Line mit ihrem Liverpool-Kanada Dienst gekauft. Im Jahr darauf, am 3. Mai 1899, übertrug man die Eignerschaft an der Flotte von Elder Dempster and Company der Elder-Dempster Shipping. Mit einem Teil dieser Schiffe rief man 1901 die Imperial Direct West India Mail Service Company mit ihrem Karibikdienst ins Leben. 1903 gab man die Anteile am Kanadadienst zusammen mit den vierzehn dort eingesetzten Schiffen an Canadian Pacific ab.
1910 entstand schließlich die Elder Dempster & Company Limited, als das Unternehmen an Lord Kylsant und Lord Pirrie veräußert wurde. Die Gesellschaft brach zwar 1931 im Zuge der Weltwirtschaftskrise zusammen, wurde aber von einem Gläubigerrat weitergeführt und später mit Hilfe der Regierung reorganisiert und refinanziert.

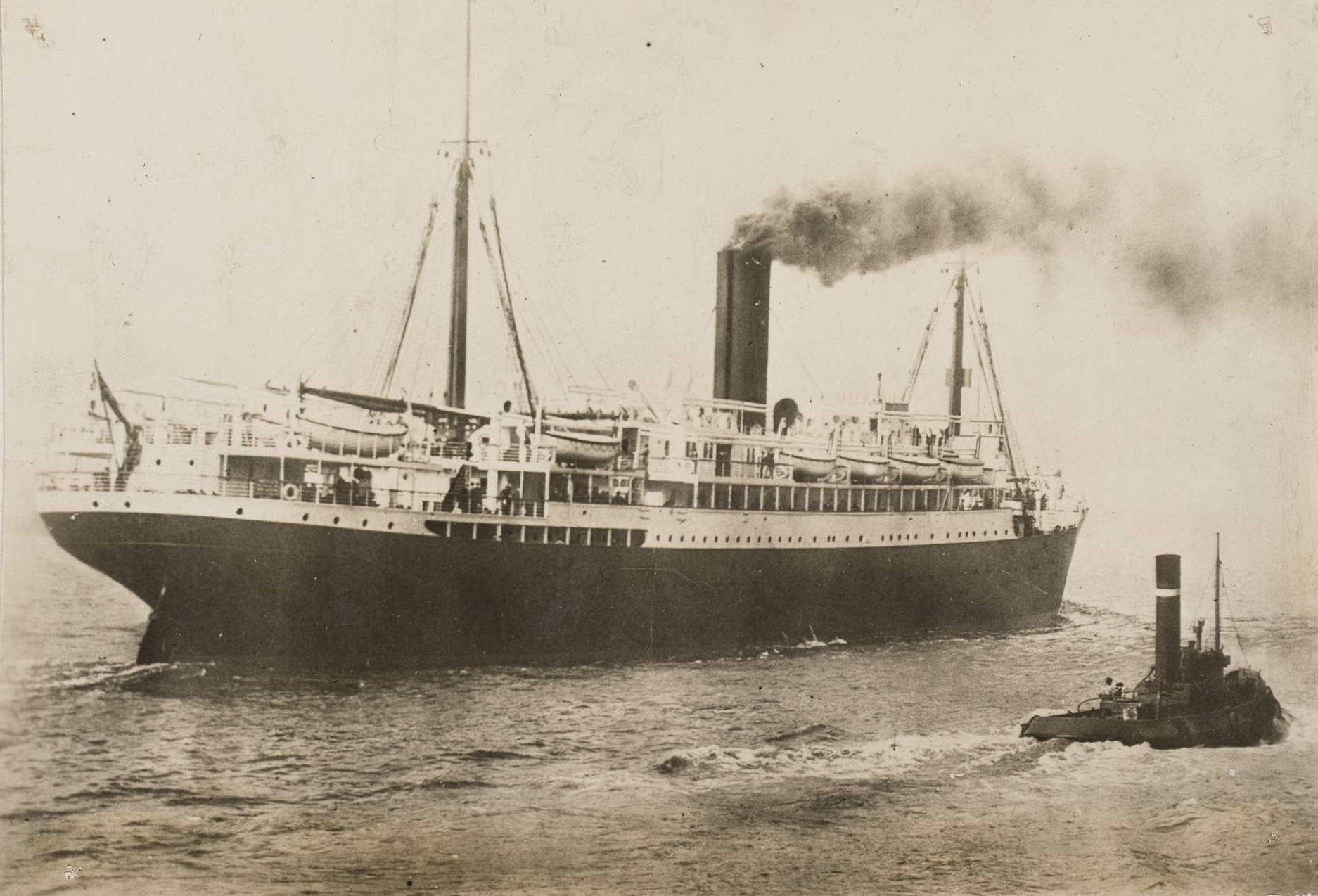
Die 1913 in Dienst gestellte Appam

Ab 1951 kamen alle Schiffe der Reederei in den Besitz der neugegründeten British & Burmese Steam Navigation Company. Später folgten eine Reihe von Schiffstransfers innerhalb der Reedereien Elder Dempster, Guinea Gulf, Blue Funnel Line und der British & Burmese Steam Navigation Company.
Auf dem Höhepunkt der Linienfahrt in den 1960er Jahren kamen zu den Frachtdiensten auch noch die drei Schiffe Aureol, Accra und Apapa hinzu, mit denen ein Passagierliniendienst von Liverpool nach Ghana und Nigeria unterhalten wurde.
1965 übernahm die Ocean Steam Ship Company (Blue Funnel Line) die Elder Dempster Lines, und 1984 wurde auch die Palm Line in die Gruppe eingegliedert.
In den 1970er und 1980er Jahren machten sich der Wandel der britischen Handelsschifffahrt und die Zunahme des Luftverkehrs auch in den schrumpfenden Westafrikadiensten von Elder Dempster Lines bemerkbar. Der Passagierdienst nach Westafrika wurde 1974 eingestellt. 1989 wurden Elder Dempster Lines, die Palm Line und die Guinea Gulf Line von der französischen Delmas-Vieljeux-Gruppe übernommen, aber nicht weitergeführt. Bis zum 8. Mai 2000 arbeiteten die Elder Dempster Agencies noch als britische Linienagenturen für Delmas und wurden dann formal aufgelöst und als Delmas UK weitergeführt.

## Schiffe (Auswahl)
Nachfolgende Schiffe, welche von der Elder Dempster & Company Limited bereedert wurden, sind in der Wikipedia beschrieben:
- Aba— 1917 gebaut, 1947 gesunken
- Abosso (I) – 1912 in Dienst gestellt, 1917 von einem deutschen U-Boot versenkt
- Abosso (II) – 1935 in Dienst gestellt, 1942 von einem deutschen U-Boot versenkt
- Accra (II) – 1926 in Dienst gestellt, 1940 von einem deutschen U-Boot versenkt
- Adda— 1922 in Dienst gestellt, 1941 von einem deutschen U-Boot versenkt
- Apapa (I) – 1915 in Dienst gestellt, 1917 von einem deutschen U-Boot versenkt
- Apapa (II) – 1927 in Dienst gestellt, 1940 von deutschen Flugzeugen versenkt
- Appam – 1913 in Dienst gestellt, 1936 abgewrackt
- Aureol – 1951 in Dienst gestellt, 2001 abgewrackt
- Burutu – 1902 in Dienst gestellt, 1918 nach Kollision gesunken
- Falaba— 1906 in Dienst gestellt, 1915 von einem deutschen U-Boot versenkt
- Mendi – 1905 in Dienst gestellt, 1917 nach Kollision gesunken
- Seaforth – 1939 in Dienst gestellt, 1941 von einem deutschen U-Boot versenkt